# Die Erbschaft der Tante Clara
Die Erbschaft der Tante Clara (Originaltitel Aunt Clara) ist eine britische Filmkomödie aus dem Jahr 1954, die auf der Novelle Aunt Clara von dem Autor Noel Streatfeild basiert.

## Handlung
Henry Martin ist der Diener von Simon Hilton. Zu Beginn des Films will Henry seinen Herrn vor einer nicht explodierten Bombe schützen. Simon Hilton ist ein betagter Herr, der regelmäßig seinen Geburtstag mit seiner Verwandtschaft feiert. Nur seine Nichte Clara, die auch schon nicht mehr jung ist, entzieht sich regelmäßig diesen Feiern. Simon ist der Besitzer einer anrüchigen Kneipe, einer Zucht von Windhunden, eines illegalen Glücksspielstands, eines Hauses mit fünf schon etwas älteren Damen des leichten Gewerbes und einer unehelichen Tochter.
Simon verstirbt kurz nach seinem 80. Geburtstag. Bei der Verlesung des Testaments verkündet der Rechtsanwalt, dass die uneheliche Tochter Julie Mason bis Lebensende eine Rente von 20 Pfund monatlich bekommt. Über den Rest soll seine Nichte Clara verfügen, die ihr Leben lang mehr Zeit mit anderen Menschen zugebracht hat als mit ihrer Familie. An die Erbschaft ist gebunden, dass sich Clara um den Pub, die Hundezucht, den Stand, Gladys Smith und ihre vier Damen sowie Julie Mason kümmert.
Clara erkennt das Geheimnis des Pubs, freundet sich schnell mit den Windhunden an, lernt Julie kennen, die eine Beziehung mit dem Rechtsanwalt hat und wird bei dem Stand mit dem betrügerischen Glücksspiel von der Polizei verhaftet. Als der Trainer der Windhundezucht betrügen will, um Clara zu imponieren, sabotiert sie diesen Versuch. Der Trainer und Henry verlieren bei dem geplanten Betrug ihr ganzes Geld, während Clara gewinnt. Später gibt sie ihren Gewinn an Henry. An einem Wohltätigkeitsabend versucht Clara, durch Klavierspiel und eine Vorstellung von singenden und tanzenden Kindern Geld für Kinderferien am Strand zusammenzubekommen. Dieser Abend ist ein Fiasko, bis Henry die Bühne öffnet und der Betreiber des betrügerischen Glücksspiels dort steht und die Leute zum Spielen animiert.
Clara, der bewusst wird, dass es mit ihrer Gesundheit nicht zum Besten steht, begibt sich zum Haus, in dem Gladys Smith und ihre vier Damen leben. Sie eröffnet, dass sie die Damen mal kennenlernen wollte. Wieder Zuhause angekommen, legt sie sich zu Bett. In einem letzten Traum sieht Clara, wie alles, was sie nach dem Willen ihres Onkels und ihrem eigenen Willen in Ordnung gebracht hat.
In der Szene darauf sieht man Henry mit einer schwarzen Armbinde in dem Pub. Der Rechtsanwalt eröffnet ihm, dass Glady Smith und die vier Damen das Haus, das sie bewohnen und Geld, das bis zum Lebensende reichen müsste, geerbt haben. Henry selbst erbt den Pub.

## Kritiken
tvguide.com nannte die Komödie: „Ein charmanter Film mit Kameen bekannter britischer Comics.“ Britmovie beschrieb den Film, „der trotz seines unbestrittenen Charmes nicht Feuer fängt. Margaret Rutherford spielt die gleichnamige Hauptrolle, aber für einmal ist ihr dottiger Spionagestil zu niedrig und der Film enthält einen erstickenden melancholischen Ton, der sich erst beim Abschluß des Films löst“. Der Filmdienst kam zu der Wertung: „Nette kleine Komödie über menschliche Schwächen und menschliche Güte.“